# Bruno Risi
Bruno Risi, född den 6 september 1968 i Altdorf, Schweiz, är en schweizisk bancyklist som tillsammans med Franco Marvulli tog silver i madison vid olympiska sommarspelen 2004 i Aten. Risis specialitet var annars de sexdagarslopp som körs på korta inomhusvelodromer under vintern där parloppsgrenen madison är det dominerande inslaget. Tillsammans med landsmannen Kurt Betschart vann Risi inte mindre än 37 sådana lopp mellan åren 1992 och 2005, en notering som inget annat par överträffat. Därefter vann Risi ytterligare 24 sexdagarslopp med andra partners, främst landsmannen Franco Marvulli fram till 2010. Det gör honom till den femte bäste sexdagarsåkaren genom tiderna.

## Meriter

### Bana

#### Mästerskap och olympiska spel
Vid de olympiska spelen tog Risi en silvermedalj i madison tillsammans med Franco Marvulli 2004.
I världsmästerskapen och europamästerskapen anges podieplaceringarna nedan (i madison anges intialerna för partnern som var antingen Kurt Betschart eller Franco Marvulli):
| Mästerskap         | Disciplin \ År | 1992 | 1993 | 1994 | 1995 | 1996 | 1997 | 1998 | 1999 | 2000 | 2001 | 2002 | 2003 | 2004 | 2005 | 2006 | 2007 |
| ------------------ | -------------- | ---- | ---- | ---- | ---- | ---- | ---- | ---- | ---- | ---- | ---- | ---- | ---- | ---- | ---- | ---- | ---- |
| Världsmästerskapen | Poänglopp      |      |      |      |      |      |      |      |      |      |      |      |      |      |      |      |      |
| Världsmästerskapen | Madison        |      |      |      | KB   |      |      |      |      |      |      |      | FM   | FM   |      |      | FM   |
| Europamästerskapen | Madison        |      |      |      | KB   | KB   | KB   |      | KB   |      | KB   | KB   |      |      | FM   |      |      |

#### Sexdagarslopp
I tabellen nedan listas Bruno Risis segrar och partners (med initialer):
| \ Säsong |

| Plats \ |

| \ Säsong |

| Partner \ |

Not: Asterisk efter ortnamnet markerar att tävlingen hölls före nyår (Kölns sexdagars gick över nyårshelgen). Fiorenzuola och Turin gick utomhus på sommaren och har förts till vintersäsongen som följde på loppen. Zürich och Stuttgart kördes med tremannalag år 2000 respektive 2004–2008.